# Nkourani Sima
Nkourani Sima (en comorien) est un lieu historique situé sur la côte sud-Ouest de l'île de Grande Comore. Nkourani ya Sima (ou Kourani) est un village de montagne (altitude 770 m) de la commune de Nioumangama (préfecture de Badjini-ouest), peuplé de près de 10 000 habitants. C'est un lieu de départ de randonnées vers le Karthala.

## Présentation
Le village de Nkourani Sima est situé au Sud-Ouest de N’gazidja (Grande Comore) dans l’archipel des Comores. Ce village se trouve au sud de l'île dans le massif du Karthala à une distance de près de 34 km de route et de 20 km à vol d'oiseau depuis Moroni. Le trajet en taxi dure à peu près une heure et demi.
Il est localisé à une altitude comprise entre 560 et 700 mètres, et la végétation s'étend entre 700 et 2300 mètres d'altitude. Il est souvent considéré comme étant « le village aux mille et une espèces végétales ». Son niveau élevé en altitude lui offre un climat particulier par rapport à l'ensemble des Comores d'où l'existence de variétés de plante rares pour la plupart médicinales.
En 2015, la commune compte près de 10 000 habitants. Cette croissance démographique s’est accompagnée d’une extension de la superficie. Avec le développement de la population, les deux villages de Nkourani et Sima se sont regroupés au sein d'une commune avec élection d’un maire commun aux deux villages.

## Sports
L'Étoile D'or de Nkourani Sima évolue en 2021 en 2e division du championnat des Comores de football.